# بیت یفع (یمن)
 بیت یفع  روستایی است در (أعلا بن السیاغ) از توابع استان حُدَیده در کشور یمن در شبه جزیره عربستان است. 

## جمعیت
جمعیت آن (۱۳۶ ) نفر (۷ خانوار) می‌باشد.